# Aliis Allas
Aliis Allas (* 30. September 1983 in Pärnu) ist eine estnische Squashspielerin. 

## Karriere
Aliis Allas nahm mit der estnischen Nationalmannschaft in den Jahren 2018 und 2019 an den Europameisterschaften teil. Darüber hinaus gehörte sie mehrfach zum estnischen Aufgebot beim European Nations Challenge Cup und war Teil der Mannschaft, die 2006 den Titel gewann. Im Einzel nahm sie 2012 das einzige Male an einer Europameisterschaft teil, verlor jedoch das Qualifikationsspiel gegen Dominika Witkowska. 2009 wurde sie erstmals estnische Landesmeisterin und wiederholte diesen Erfolg 2015, 2016 und von 2018 bis 2025 noch sieben weitere Male, womit sie gleichzeitig auch Rekordhalterin ist. Je drei weitere Male wurde sie Vizemeisterin und Dritte.
Von 2014 bis 2020 war Allas in verschiedenen Funktionen für die Eesti Squashiföderatsioon tätig. Seit 2005 arbeitet sie als Physiotherapeutin. Ihre Eltern waren beide als Ruderer aktiv. Ihr Vater Peeter wurde 1975 estnischer Meister im Vierer.

## Erfolge
- Estnische Meisterin: 8 Titel (2009, 2015, 2016, 2018–2020, 2024, 2025)